# Adam Willis (Szenenbildner)
Adam Willis ist ein US-amerikanischer Szenenbildner.

## Leben
Adam Willis begann seine Arbeit als Produktionsassistent im Art Department sowie als Setdresser. Er arbeitet seit Jahren mit Regisseur Jeff Nichols zusammen und gehört zu seinem Kernteam mit Kameramann Adam Stone, Produktionsdesigner Chad Keith und Kostümbildner Erin Benach. Unter anderem drehten sie Take Shelter – Ein Sturm zieht auf, Loving  und Midnight Special zusammen.
Zu Willis’ herausragenden Arbeiten zählen außerdem die Fernsehserie Euphoria, für die er eine Nominierung von der Art Directors Guild erhielt, sowie Martin Scorseses Killers of the Flower Moon. Für das Set, das in den 1920ern in Osage County spielt, besorgte er zahlreiche Möbelstücke und Ausstattungsgegenstände aus dieser Zeit und baute vieles nach. Zusammen mit Jack Fisk wurde er für diese Arbeit mit einer Oscar-Nominierung geehrt.

## Filmografie (Auswahl)
- 2011: Take Shelter – Ein Sturm zieht auf (Take Shelter)
- 2016: Midnight Special
- 2016: Loving
- 2016: Elliot, der Drache (Pete’s Dragon)
- 2017: A Ghost Story
- 2017: The Killing of a Sacred Deer
- 2019: Euphoria (Fernsehserie)
- 2023: Killers of the Flower Moon
- 2023: The Bikeriders
- 2023: Oppenheimer